# Sandwithia heterocalyx
Sandwithia heterocalyx är en törelväxtart som beskrevs av Ricardo de Sousa Secco. Sandwithia heterocalyx ingår i släktet Sandwithia och familjen törelväxter. Inga underarter finns listade i Catalogue of Life.